# كيت بلاكويل
كيت بلاكويل (31 أغسطس 1983 في أستراليا - ) (بالإنجليزية: Kate Blackwell)‏ هي لاعبة كريكت أسترالية. شاركت مع منتخب أستراليا الوطني للكريكت. أما مع النوادي، فقد لعبت مع Middlesex Women cricket team ‏ وNew South Wales Breakers ‏ وWellington Blaze ‏.

## وصلات خارجية
- كيت بلاكويل على موقع إي آس بي آن كريك إنفو (الإنجليزية)